# Heslington
Heslington – wieś w Anglii, w hrabstwie ceremonialnym North Yorkshire, w dystrykcie (unitary authority) York. Leży 3 km na południowy wschód od miasta York i 278 km na północ od Londynu. Miejscowość liczy 4122 mieszkańców.